# Estádio Hindmarsh
O Estádio Hindmarsh é um estádio de futebol localizado em Adelaide, Austrália Meridional. É a casa do Adelaide United. Foi fundado em 1960 e reformado em 2000. Tem capacidade para 16.500 pessoas, 15.500 das quais sentadas. Foi utilizado na disputa do Futebol nos Jogos Olímpicos de Verão de 2000. Atualmente chamado Coopers Stadium. Também foi usado na Copa do Mundo de Futebol Feminino de 2023.